# Сан Джорджо ди Пиано
Сан Джорджо ди Пиано (на италиански: San Giorgio di Piano) е град в Северна Италия, в провинция Болоня на регион Емилия-Романя. Разположено е в Паданската низина, на 16 km северно от центъра на град Болоня. Населението му е 7583 души от преброяването към 31 май 2007 г.

## Личности
Родени
- Джулиета Мазина (1921-1994), киноактриса